# Avenida Nostrand (línea Eastern Parkway)
La Avenida Nostrand es una estación en la Línea Eastern Parkway del metro de Nueva York, localizada en la Avenida Nostrand y Eastern Parkway. Funciona principalmente con los trenes 3, aunque se ven varios trenes del servicio 2, y 4. Es la primera estación en el empalme sur de la estación Rogers, donde la Línea de la Avenida Nostrand se divide desde la línea Eastern Parkway; el empalme es visible desde la plataforma. 

## Conexiones de buses
- B44